# Боли роста
Боли роста — доброкачественные, рецидивирующие, преимущественно ночные боли конечностей у детей. Боли роста бывают у 50% детей.

## Особенности
- Боли роста передаются по наследству[1].
- Боли роста обычно возникают у детей от 3 до 12 лет[1], чаще всего у детей 4–6 лет.
- Боли роста не зависят от пола ребёнка, им одинаково подвержены как девочки, так и мальчики.
- Боли роста не могут возникать в суставах. При них не меняются подвижность в суставах, также не изменяются структура мышц и суставов, разрушения в них не возникают.
- При болях роста не возникают острые воспалительные процессы.

## Этиология
Несмотря на то, боли роста известны много десятилетий, причины и оптимальное лечение этого состояния остаются неизвестными до сих пор. Единственное, что выяснили исследователи —  возникновение и интенсивность болей роста может провоцировать дефицит витамина Д и кальция. Исследования показали корреляцию: у детей с болями роста в 85–95% случаев наблюдался дефицит витамина Д. Восполнение недостатка витамина Д и кальция приводило к уменьшению частоты и выраженности болей, в некоторых случаях боли исчезали полностью.
Возможное наиболее логичное объяснение — неравномерный рост костей, мышц и связок у ребёнка.

## Лечение
Ребенку с болями роста могут помочь снизить страдания местные раздражители — массаж, тепло.
При эпизодах ярко выраженной боли может помочь прием НСПВ — ибупрофен или парацетамол.